# ۱۸ (عدد)
۱۸، هجدهمین عدد از اعداد طبیعی و نهمین عدد از اعداد طبیعی دورقمی است.

## زبان شناسی
این واژه در زبان پارسی از ترکیب "هشت + از + ده " تشکیل شده که طی تغییرات زبانی، تبدیل به "هجده" شده‌است. مانند ترکیب "دو + از + ده" = دوازده